# Boya
Boya är en by omkring 18 kilometer nordost om delstatshuvudstaden Perth i Western Australia i Australien. Boya tillhör i kommunen Kalamunda och antalet invånare är 614.
Runt Boya är det ganska tätbefolkat, med 111 invånare per kvadratkilometer.. Närmaste större samhälle är Perth, omkring 18 kilometer väster om Boya.
Trakten runt Boya består till största delen av jordbruksmark. Genomsnittlig årsnederbörd är 763 millimeter. Den regnigaste månaden är juli, med i genomsnitt 131 mm nederbörd, och den torraste är december, med 14 mm nederbörd.